# 1re division SS Leibstandarte SS Adolf Hitler
Pour les articles homonymes, voir 1re division.
La 1re division SS « Leibstandarte SS Adolf Hitler » ou la division « LSSAH » (appellations allemandes successives : la Leibstandarte SS Adolf Hitler (LSSAH), puis la SS-Panzergrenadier-Division „Leibstandarte SS Adolf Hitler“ et enfin la 1. SS-Panzer-Division „Leibstandarte SS Adolf Hitler“) est l'une des 38 divisions de la Waffen-SS durant la Seconde Guerre mondiale. L'unité était souvent désignée par le sigle LSSAH ou encore LAH (pour « Leibstandarte SS Adolf Hitler »). La LSSAH a tenu le double rôle d’unité de protection du Führer et d'unité de combat. À ce titre, elle a été présente sur tous les théâtres d’opérations de la Seconde Guerre mondiale sur le territoire européen.
Comme son nom le suggère, la « Leibstandarte » est née aux débuts du parti nazi, en tant que garde personnelle d’Hitler, composée uniquement de membres de la SS. Ensuite, la Waffen-SS a été créée (sous son premier nom de Verfügungstruppe, ou SS-VT) pour que des SS puissent incorporer des unités destinées à combattre. La Leibstandarte se développa à fur et à mesure jusqu'à devenir une division blindée (en allemand Panzerdivision) : elle reçut sa désignation finale le 22 octobre 1943. Un détachement de la LSSAH resta toutefois en permanence avec Hitler pour assurer sa sécurité.
L'emblème de la division représente un passe-partout de serrurier en l'honneur de son premier chef Josef « Sepp » Dietrich (en allemand Dietrich veut dire passe-partout).
Connue pour s'être illustrée à de nombreuses reprises sur le plan militaire, la division l'est également pour sa brutalité, ses nombreuses exactions et crimes de guerre : son nom reste notamment associé au massacre de Baugnez-Malmedy, et au massacre de Wereth en 1944.

## Histoire

### Création

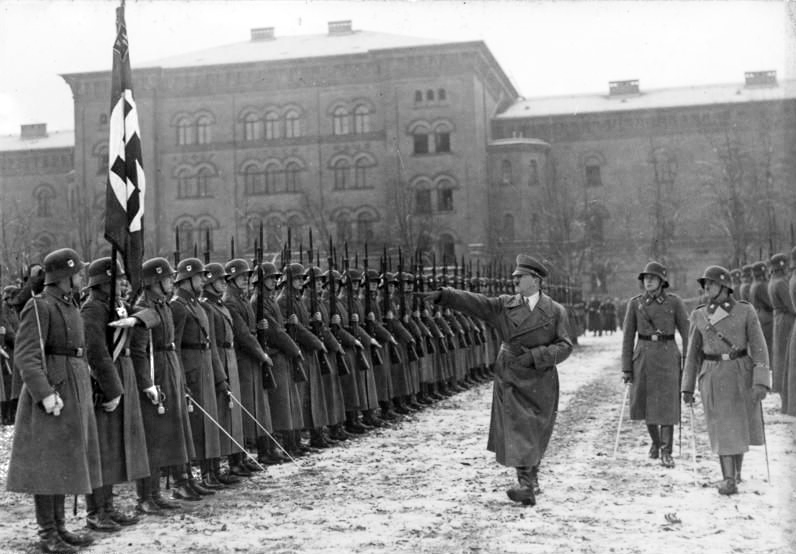
Hitler, en compagnie de « Sepp » Dietrich, passant en revue une formation de la Leibstandarte dans la caserne de Berlin-Lichterfelde en 1935.

La LSSAH est officiellement fondée le 17 mars 1933 par l’officier SS « Sepp » Dietrich, garde du corps personnel d’Adolf Hitler, sous le nom de SS-Stabswache Berlin.
En effet, le 10 novembre 1933, dix ans après l’échec du « putsch de la Brasserie » de Hitler en novembre 1923, les soldats de deux kommandos de la garde personnelle du Führer du parti nazi font individuellement le vœu de toujours le servir, et reçoivent officiellement l’appellation de « Leibstandarte Adolf Hitler ».
Il est à noter que le blason de la Leibstandarte Adolf Hitler représente un passe-partout, qui se dit Dietrich en allemand.
Le quartier général de la 1.SS Panzer-Division Leibstandarte Adolf Hitler est situé à Berlin, dans le quartier de Lichterfelde, où elle occupe les locaux de l’ancienne Hauptkadettenanstalt, l’école d’officiers la plus prestigieuse de Prusse, fermée en 1920 après l'application du traité de Versailles , supprimant l'école de formation des officiers de l'armée allemande  et abritant aujourd'hui et ce depuis 1950 les archives fédérales allemandes (Bundesarchiv). 52° 25′ 53,33″ N, 13° 17′ 57,23″ E
La Leibstandarte occupe aussi une autre caserne au Berghof dont elle est également chargée de la protection personnelle d'Hitler et de ses invités.

### L’élimination de la SA et la montée en puissance de la LSSAH

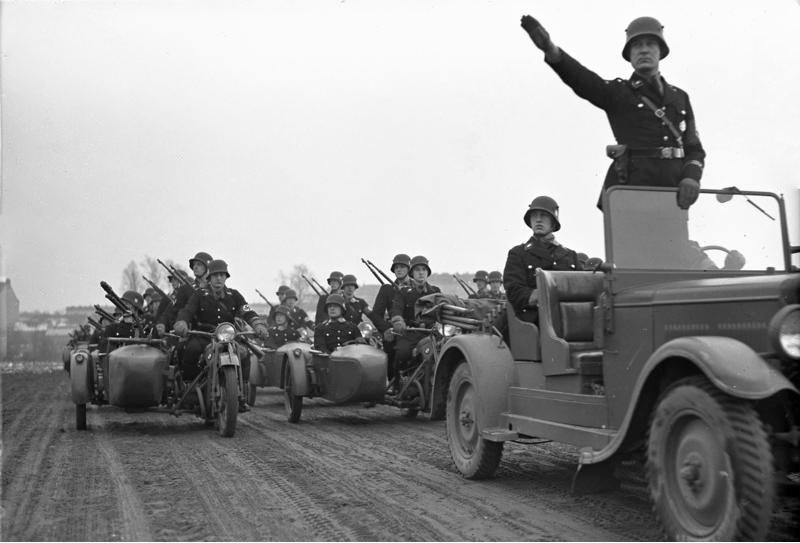
Troupes de la Leibstandarte en 1939.

Le 13 avril 1934, Himmler, le Reichsführer-SS renomme la « Leibstandarte Adolf Hitler » en « Leibstandarte SS Adolf Hitler », pour marquer sa différence des unités militaires (de la Reichswehr) et de la SA.
Le vendredi 29 juin 1934, deux compagnies de la LSSAH sous le commandement de Jürgen Wagner et d’Otto Reich sont envoyées à Munich, en préparation de l’élimination de dirigeants de la SA, et arrivent vers minuit.
Avec des unités de la Landespolizeigruppe de Hermann Göring et des SS-Totenkopfverbände, elles participent à la nuit des Longs Couteaux, ordonnée par Hitler, pour déjouer un prétendu complot de la SA, monté de toutes pièces par Göring, Himmler, Heydrich et Reichenau. Le samedi 30 juin alors que le jour n’est pas encore levé, Hitler, venu de Berlin dans la nuit, rejoint Dietrich et un détachement de la « Leibstandarte » pour se rendre à Bad Wiessee et commander personnellement l’arrestation de Röhm, le chef de la SA : Röhm est assassiné par Theodor Eicke trois jours plus tard, le lundi 2 juillet, dans la prison de Stadelheim de Munich. Les unités de la LSSAH participent activement à la répression qui fait entre cent cinquante et deux cents victimes, au cours du week-end.
En récompense de son action, la dimension de la « Leibstandarte SS Adolf Hitler » est augmentée et devient celle d’un régiment, disposant par ailleurs d'une unité motorisée.
La LSSAH assure la garde d’honneur de la chancellerie du Reich à Berlin, du Berghof près de Berchtesgaden ainsi que de tous les lieux où se rend le Führer lors de ses déplacements, nombreux à cette époque de même que lors des grands rassemblements du parti nazi à Nuremberg ou Munich.
Elle participe à la remilitarisation de la Rhénanie, puis à l’Anschluss, à l’invasion du territoire des Sudètes et à celle de la Tchécoslovaquie.
En janvier 1939, elle organise le Leibstandarten-Ball au zoo de Berlin. Josef Dietrich y accueille des artistes célèbres comme Hans Albers, Heinrich George et Käthe von Nagy et l’invité d’honneur en est le commandant en chef de l’armée de terre, Walther von Brauchitsch.
Quand Hitler ordonne la formation de divisions SS à la mi-1939, la « Leibstandarte » garde sa spécificité et n'est donc pas réorganisée.

### Campagne de Pologne
La LSSAH est intégrée à la 17e division d'infanterie du XIIIe corps d’armée, au groupe d’armées Sud, la 10e armée (Allemagne). Elle est composée de quinze compagnies motorisées, environ 3 000 hommes. Le 1er septembre 1939, elle est stationnée à Breslau.
Elle combat aux côtés des troupes de la Wehrmacht, mais aussi de celles de la SS-Verfügungsdivision (SS-VT), la future 2e division SS « Das Reich ».
En septembre 1939, elle entre en Pologne. Le 7 septembre, elle atteint Łódź.
Dans la nuit du 18 au 19 septembre, ils organisent le massacre de Błonie (pl) où le SS-Obermusikmeister Hermann Müller-John ordonne de fusiller 50 civils. Le Generalleutnant Joachim Lemelsen apprenant cela, rapporte ces faits à ses supérieurs et le General Walter von Reichenau arrête Müller-John pour le traduire devant la justice militaire. Quelques jours plus tard, Adolf Hitler met les troupes SS sous une juridiction séparée à la demande de Heinrich Himmler et la procédure contre Müller-John est arrêtée,.

### Campagne des Pays-Bas
La Leibstandarte est à nouveau engagée dans la campagne de mai 1940. Elle se compose de 4 000 hommes, 20 compagnies motorisées, une compagnie de panzers de reconnaissance, d'une compagnie de motocyclistes et d'une compagnie d'artillerie composé de 4 obusiers de 105 mm.
Le 10 mai, sans déclaration de guerre, les troupes allemandes envahissent le territoire des Pays-Bas. La surprise est totale et l’armée néerlandaise ne peut opposer qu’une résistance désespérée mais héroïque. La LSSAH reçoit pour objectif de s’emparer du port de Rotterdam ; le 14 mai celui-ci est bombardé par la Luftwaffe, malgré la reddition de la ville quelques heures auparavant.
Le 14 mai, le général Kurt Student et le lieutenant-colonel Dietrich von Choltitz traversent la ville de Rotterdam et négocient la capitulation de la ville avec l'armée néerlandaise dans la mairie ;  pendant ce temps, la LSSAH débouche sur la place et tire sur une centaine de soldats hollandais alors que la capitulation vient d'être signée. Kurt Student est accidentellement blessé à la tête par un tir d'unités SS.

### Campagne de France

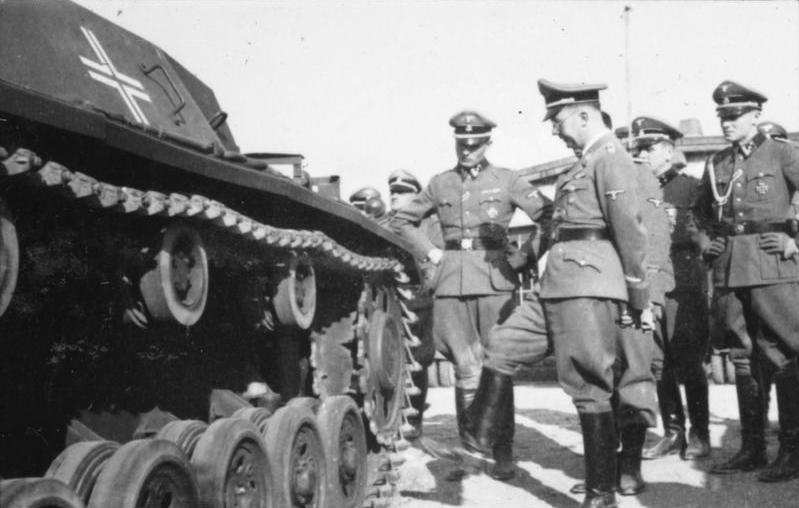
Himmler inspectant un char de la 1re SS Division, Metz (7 septembre 1940).

Lors de la campagne de France, des membres de la LSSAH assassinent 85 prisonniers britanniques à Wormhout dans le Nord en mai 1940. Au mépris de la Convention de Genève, les SS enferment les prisonniers dans une grange et y jettent des grenades. Seuls une quinzaine de prisonniers en réchapperont. La division se rassemble ensuite à 40 km de Cambrai, le 4 juin 1940. Elle atteint Soissons le 9 juin, et Villers-Cotterêts le 14 juin. La division poursuit sa percée vers Nevers. Le 19 juin, elle atteint Moulins dans l'Allier. Le 21 juin, dans la ville de Pont-du-Château, des membres de la LSSAH assassinent un tirailleur sénégalais, Jean Guildine, qui finit enterré sous un tas de fumier. La Leibstandarte prend Clermont-Ferrand. Elle se dirige ensuite vers Saint-Étienne; sur son chemin, elle est stoppée le 23 à La Fouillouse, son dernier accrochage sanglant avant l'armistice. Le 22 juin, l'armistice est conclu entre le IIIe Reich allemand et la France. Une parade militaire est prévue à Paris mais le projet est bientôt abandonné.
La Leibstandarte SS Adolf Hitler stationne à Metz, en Lorraine annexée, à partir du 13 août 1940. La division SS, dont les pertes s'élevaient à près de 500 hommes (environ 110 tués et 390 blessés), est réorganisée à Metz. Elle est renforcée de quelques bataillons et compte alors 6 500 hommes : un SS-Artillerie-Regiment (un régiment d'artillerie), un SS-Pionier-Bataillon (un bataillon du génie), une SS-Aufklärungs-Abteilung (un groupe de reconnaissance), une SS-Nachrichten-Kompanie (une compagnie de transmissions), un SS-Batalion (un bataillon SS). La division reçoit un nouvel étendard le 7 septembre 1940, au fort de Plappeville sur les hauteurs de Metz, en présence de Sepp Dietrich et du Reichsführer-SS Heinrich Himmler. Des éléments du régiment reçoivent un entraînement spécial dans le cadre de l'opération Lion de Mer (en allemand : Unternehmen Seelöwe). La division s'entraîne dans la vallée de la Moselle et sur les coteaux alentour. Une fois cette opération annulée, la Leibstandarte est dirigée au début de février 1941 vers un autre théâtre d’opérations, en l'occurrence les Balkans.

### Campagne des Balkans
L’opération Marita débute le 6 avril 1941. Son objectif est d’aider l'armée italienne, qui n’est pas parvenue à conquérir la Grèce, bien que Mussolini l'ait jugée comme un adversaire de seconde zone. Non seulement les Grecs ont résisté, mais ils sont passés à l’offensive et ont ainsi menacé de conquérir l'Albanie, ce qui aurait été une catastrophe militaire et politique pour Mussolini.
L’Obersturmbannführer Kurt Meyer se fait remarquer lors de cette campagne par la prise de Patras et son avancée éclair dans le Péloponnèse au sein du bataillon de reconnaissance.
Après la campagne des Balkans, la LSSAH est à nouveau réorganisée pour atteindre une taille équivalente à celle d'une brigade.

### Opération Barbarossa
Le 22 juin 1941 marque le début de l’opération Barbarossa. Le régiment progresse sur près de 960 km à travers le territoire soviétique, en atteignant et s’emparant de Rostov à la fin 1941. L’hiver russe l’oblige à se replier et à abandonner la ville qui est à nouveau reprise par la Wehrmacht au printemps 1942.

### Formation de la division
Le 15 juillet 1942, la LSSAH est à nouveau réorganisée et renommée « SS-Division (mot.) Leibstandarte SS Adolf Hitler ». Avec ordre du 25 novembre et effet du 9 novembre, la division est à nouveau renommée en « Panzergrenadier-Division Leibstandarte SS Adolf Hitler ». Au contraire des divisions de ce type de la Wehrmacht, la LSSAH avait après cette réforme l'organisation d'une division blindée à trois régiments avec toutes les troupes de support, habituelles à ce type de formation.

### Bataille de Kharkov & Belgorod
Lors de la troisième bataille de Kharkov, après une résistance acharnée et malgré un ordre de Hitler, la Leibstandarte se replie mais parvient à reprendre Kharkov un mois plus tard.

### Bataille de Koursk - Bataille de Prokhorovka
En juillet 1943, la Leibstandarte est engagée dans la bataille de Koursk. Sur le flanc sud du saillant, elle participe notamment à la bataille de Prokhorovka le 12 juillet, au cours de laquelle elle est la principale unité allemande engagée par la 5e armée blindée de la garde soviétique, à laquelle est inflige de très lourdes pertes.

### Campagne d’occupation du Nord de l’Italie
En août 1943, la division est transférée en Italie du Nord pour participer au désarmement de l'armée italienne. À cette occasion, Joachim Peiper, commandant un détachement de la Leibstandarte, se rend responsable, dans le village de Boves, de l’exécution de 23 civils, en représailles de la capture de deux de ses hommes. Peiper fait mandater deux émissaires italiens en promettant qu’en échange des deux sous-officiers il n’y aura pas de représailles. Or, quand, vers 15 h, les deux SS sont rendus à leur chef, celui-ci décide d’abattre les civils et fait brûler les deux émissaires afin de les rendre méconnaissables. Leur identification n'est ensuite rendue possible que grâce aux prothèses dentaires du curé ainsi qu'aux clés de la sacristie qu’il portait sur lui.

### Numérotation des unités des Waffen-SS
Le 22 octobre 1943, toutes les unités des Waffen-SS bénéficient de numéros. Avec cette réforme, la division est à nouveau renommée, cette fois en 1. SS-Panzer-Division « Leibstandarte SS Adolf Hitler ». Ses régiments eux aussi sont renommés en « SS-Panzer-Grenadier-Regiment 1 LSSAH », « SS-Panzer-Grenadier-Regiment 2 LSSAH » et « SS-Panzer Regiment 1 ». Il en va de même pour toutes les autres unités divisionnaires qui prennent le numéro « 1 ». Cette réforme ne comporte aucune réorganisation puisque la division avait de fait l'organisation d'une division blindée depuis juillet 1942.

### Retour sur le Front de l’Est
En 1943, la Leibstandarte a été engagée dans les trois grandes manœuvres offensives de l'armée allemande (Karkhov, Koursk et Jitomir. Elle y a démontré encore une fois sa remarquable qualité et a détruit plus de 1 000 blindés soviétiques entre mars et décembre 1943 sur les trois théâtres, a l'exemple de Franz Staudegger, Oberscharführer  commandant un Tigre I remarqué le 8 juillet 1943 pour la destruction de 22 chars T34 russes en une journée.
Au début de l'hiver, la division arrive à Jitomir. Elle y livre des combats si furieux qu’à la fin de février 1944, la Leibstandarte SS Adolf Hitler n'a plus que trois chars opérationnels. Elle échappe de peu à l’anéantissement après avoir été bloquée dans la poche de Kamenets-Podolski, mais les survivants sont secourus par l’intervention des divisions SS « 9. Hohenstaufen » et « 10. Frundsberg ».
La Leibstandarte SS Adolf Hitler est décimée, tous ses chars lourds ont été détruits et ses meilleurs équipages perdus ; en avril 1944, elle est retirée du front et envoyée en Belgique dans le but d'y stationner et y être reconstituée.

### Bataille de Normandie

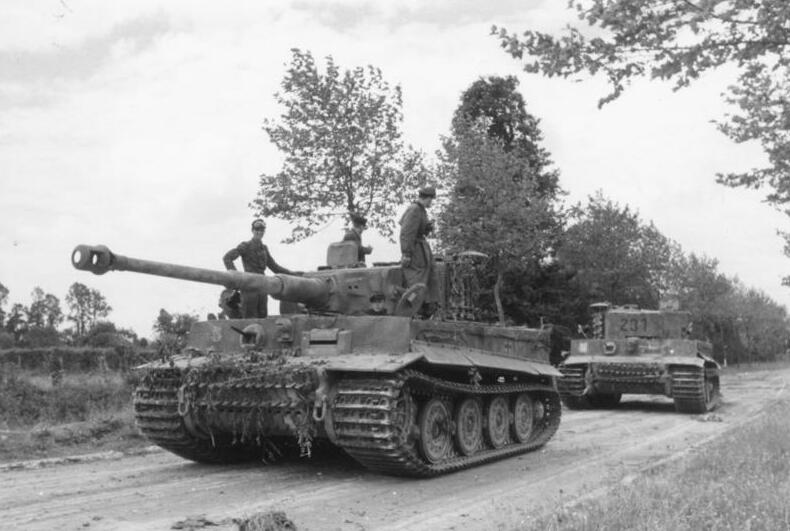
Chars Tiger I de la Leibstandarte près de Villers-Bocage en juin 1944.

Alors qu'elle est stationnée en Belgique, la division reçoit début juin 1944 l’ordre de rejoindre la région de Caen, en Normandie, afin de tenter de repousser les Alliés à la mer. La route vers le front est longue et soumise aux attaques incessantes des aviations anglaise et américaine.
En août, la Leibstandarte prend part à l’opération Lüttich qui est un échec. Par la suite, la division est effectivement détruite dans la poche de Falaise. L'unité a alors perdu quelque 5 000 hommes et la quasi-totalité de son équipement lourd.

### Reconstitution à Siegburg
En septembre 1944, la division est reconstituée à Siegburg en Allemagne.

### Offensive des Ardennes
Pendant l'offensive des Ardennes, la Leibstandarte a pour mission de s’emparer des ponts de la Meuse et permettre ainsi à l'offensive de poursuivre son objectif principal qui est le port d'Anvers.
Le Standartenfûhrer Joachim Peiper se trouve à la tête d'un Kampfgruppe à l'avant-garde de la percée que son corps d'armée est supposé réaliser. Le 17 décembre 1944, au carrefour de Baugnez, à 4 km au sud de Malmedy, le « Kampfgruppe Peiper » se rend coupable de l'exécution de sang-froid de plus de 70 soldats américains faits prisonniers et désarmés, et aussi du massacre à Wereth de 11 soldats américains désarmés et faits prisonniers.
En fait, durant toute son avance, le Kampfgruppe Peiper se rend coupable de nombreux massacres de prisonniers de guerre. En outre, l'assassinat de 130 civils belges lui est imputé dans la région de Stavelot et de Trois-Ponts.
Dans son avance à tout prix vers la Meuse, Peiper commet l'erreur de ne pas protéger ses arrières. C'est pour cette raison que les troupes américaines, le 19 décembre 1944, parviennent à reprendre le pont qui permet de franchir l'Amblève à Stavelot. Ce fait condamne à terme l'offensive du Kampfgruppe Peiper puisque le pont de Stavelot était le seul qui permettait de faire passer l'approvisionnement en carburant et en munitions. En outre, cette action empêche Peiper de recevoir des renforts.
Par ailleurs, les troupes américaines du génie font sauter tous les ponts qui auraient permis à Peiper d'emprunter des routes lui offrant un accès rapide aux ponts de la Meuse. En conséquence, il est contraint de faire route dans la vallée sinueuse et encaissée de l'Amblève, en aval de Stavelot, où l'aviation alliée lui inflige de lourdes pertes. Dans ces conditions, l'offensive ne peut que s'enliser, contraignant les SS à abandonner tout leur matériel roulant à La Gleize et à regagner leurs lignes à pied. Bien qu'impressionnante, la chevauchée de Peiper n'a en fait eu aucune incidence sur le sort de la bataille, la 6e armée SS de Sepp Dietrich n'ayant pu percer comme prévu le front allié dans la région d'Elsenborn.

### Bataille du lac Balaton
La division, qui fait toujours partie de la 6e armée SS, se voit assigner comme objectif la libération de la ville de Budapest, alors encerclée par l’Armée rouge, lors des offensives Konrad 1, 2 et 3. Puis, en mars 1945, lors de l'opération FrühlingsErwachen, l'unité est engagée dans la reconquête des puits de pétrole hongrois situés à l'est du lac Balaton. Après cette offensive, vouée comme les autres à l'échec en dépit de quelques succès initiaux, la division connaît une crise psychologique, à la suite de laquelle Hitler, informé, ordonne de retirer son nom des brassards que portaient les hommes de cette unité prestigieuse.
En effet, la Leibstandarte ne s'est pas encore remise de la bataille des Ardennes, comme d'ailleurs la plupart des unités engagées dans cette opération. En outre, l’offensive du lac Balaton s'est heurtée à des conditions météorologiques défavorables, la pluie ayant transformé les routes et chemins en véritables bourbiers. Budapest n'est pas reconquise et, aucune attaque supplémentaire ne pouvant être envisagée, la division se replie sur Vienne, que Hitler lui donne l'ordre de défendre coûte que coûte.

### La défense de Vienne et Wiener Neustadt
Le Brigadeführer Kumm, bien conscient de l’incapacité dans laquelle se trouve son unité de remplir la mission qui lui est confiée, à savoir défendre Vienne, où sa division se trouve face à toute une armée, décide d'abandonner la ville malgré l’ordre de Hitler.
La division reçoit alors les nouveaux officiers promus de l'école de Bad Tölz pour renforcer ses effectifs. Les hommes de la Leibstandarte mènent de durs combats pour défendre la ville de Wiener Neustadt.

### Capitulation
Ayant perdu ce qui lui restait de potentiel offensif à Wiener Neustadt, la Leibstandarte prend la fuite vers l’ouest afin de ne pas tomber aux mains des Soviétiques qui risquent de lui faire payer chèrement les exactions dont elle s’était rendue coupable sur le front de l'Est. Elle mène encore quelques simulacres de combats défensifs contre l’armée américaine avant de se rendre en avril 1945 à Steyr.

## Liste des commandants successifs
| Début              | Fin            | Grade             | Nom                     |
| ------------------ | -------------- | ----------------- | ----------------------- |
| 1er septembre 1939 | 7 avril 1943   | Obergruppenführer | Josef « Sepp » Dietrich |
| 7 avril 1943       | 20 août 1944   | Brigadeführer     | Theodor Wisch           |
| 20 août 1944       | 6 février 1945 | Brigadeführer     | Wilhelm Mohnke          |
| 6 février 1945     | 8 mai 1945     | Brigadeführer     | Otto Kumm               |

## Ordre de bataille

### Au 30 juin 1941
Leibstandarte SS-Adolf Hitler
- Regimentstab (SS-Gruppenführer Josef Dietrich)
- I.Infanterie-Bataillon (mot) - (SS-Sturmbannführer Fritz Witt)
- II.Infanterie-Bataillon (mot) - (SS-Sturmbannführer Theodor Wisch)
- III.Infanterie-Bataillon (mot) - (SS-Sturmbannführer Weidenhaupt)
- IV.Infanterie-Bataillon (mot) - (SS-Sturmbannführer Jahnke)
- V.Infanterie-Battaillon (mot) - (SS-Sturmbannfuhrer Van Bibber) détaché à Berlin
- schweres Infanterie Bataillon (mot) - (SS-Sturmbannführer Steineck)
- FlaK-Abteilung Leibstandarte SS Adolf Hitler - (SS-Hauptsturmführer Karl Wilhelm Krause (en))
- Panzer-Abteilung Leibstandarte SS Adolf Hitler - (SS-Sturmbannführer Georg Schönberger)
- SS-Pionier-Abteilung Leibstandarte SS Adolf Hitler (mot) - (SS-Sturmbannführer Max Hansen)
- SS-Aufklärungsabteiling Leibstandarte SS Adolf Hitler - (SS-Sturmbannführer Kurt Meyer)

### En 1942
- Infanterie-Regiment 1 LSSAH
- Infanterie-Regiment 2 LSSAH
- Panzer-Abteilung LSSAH
- Artillerie-Regiment LSSAH
  - Aufklärungs-Abteilung LSSAH
  - Panzerjäger-Abteilung LSSAH
  - Sturmgeschütz-Abteilung LSSAH
  - Flak-Abteilung LSSAH
  - Pionier-Bataillon LSSAH
  - Panzer-Nachrichten-Abteilung LSSAH
  - Versorgungs-Einheiten LSSAH

### En 1944 sur le front ouest
- SS Panzer-Regiment 1 qui forme ultérieurelment et en partie le Kampfgruppe Peiper
- SS Panzer-Grenadier-Regiment 1 L. A. H.
- SS Panzer-Grenadier-Regiment 2 L. A. H.
- SS Panzer-Artillerie-Regiment 1
  - SS Flak Artillerie-Abteilung 1
  - SS Nebelwerfer-Abteilung 1
  - SS Sturmgeschütz-Abteilung 1
  - SS Panzer-Aufklärungs-Abteilung 1
  - SS Panzerjäger-Abteilung 1
  - SS Panzer-Pionier-Bataillon 1
  - SS Panzer-Nachrichten-Abteilung 1
    - SS Versorgungs-Einheiten 1

  - SS Feldersatz-Bataillon 1

## Théâtres d'opérations
L’unité devient l’équivalence d’un régiment d'infanterie motorisé en octobre 1938 et participe à :
- 1938 : l’annexion des Sudètes ;
- 1939 : la campagne de Pologne ;
- 1940 : aux campagnes de Hollande puis de France (bataille de Dunkerque).

En août 1940 elle devient l'équivalent d'une brigade et participe à :
- 1941 : 
  - la campagne de Grèce ;
  - l'opération Barbarossa :
    - la bataille du Dniepr
    - la bataille de Donetz.

L’unité devient Panzergrenadier Division en septembre 1942 et reçoit une compagnie de Tigre I.
- 1942 : elle occupe la ligne de démarcation en France puis retourne sur le front russe.
- 1943 : 3e bataille de Kharkov et bataille de Belgorod en février et mars
- Septembre 1943 : l’unité est dirigée sur l’Italie du Nord à la suite de l’armistice de Cassibile et la déclaration de guerre de l’Italie contre l’Allemagne nazie.

L’unité devient Panzerdivision en octobre 1943 et reçoit ses premiers Panther.
- Mars 1944 : combats sur le front de l’Est (Jytomyr, Vinnitsa, Tcherkassy, Tarnopol).
- Juin 1944 : elle participe aux combats de Normandie du côté de Caen puis Mortain et Falaise.
- Septembre 1944 : retraite jusqu’en Belgique.
- Décembre 1944 : offensive allemande des Ardennes.
- Janvier 1945 : Lunéville et Stavelot, Bastogne, Saint-Vith puis vers Bonn.
- Février 1945 : l’unité est remise en état et dirigée en Hongrie sur le lac Balaton.
- Mai 1945 : capitulation à Steyr face à l’US Army

## Exactions - Crimes de guerre nombreux
Le second bataillon de cette unité commet notamment le meurtre de 85 prisonniers à Wormhout (Nord de la France) en mai 1940. Ni le commandant Sepp Dietrich ni le capitaine du second bataillon Wilhelm Mohnke n'ont été jugés pour ce crime de guerre, la justice allemande ayant estimé que les preuves étaient insuffisantes après plusieurs réexamens du dossier,.
Sur le front de l’Est lors de l’hiver 1941-1942, la Leibstandarte est responsable de nombreuses exécutions de prisonniers soviétiques. Ces crimes n’étaient pas des actes isolés, le commandant de la division Sepp Dietrich ayant demandé d’abattre les commissaires politiques (en application du Kommissarbefehl de Hitler) quand ils tombaient aux mains de ses hommes : il fut prouvé que l’ordre s’étendit régulièrement à tous les prisonniers. La liste exacte des victimes de la division n’est pas connue.
En septembre 1943, les SS de la Leibstandarte sont responsables de meurtres de civils à Boves, dans le Piémont. Après la guerre les responsables plaideront que ces exécutions ont été commises dans le cadre de la lutte anti-partisane ; or il a été prouvé lors du procès qu'il n’y avait aucune justification légitime, étant donné que les exécutions eurent lieu après des négociations ayant permis la libération des SS détenus par les résistants italiens.
Si le massacre de Malmedy, durant la bataille des Ardennes à la fin de l'année 1944, peut être considéré comme une transposition à l’Ouest des pratiques courantes sur le front de l’Est (ce qui ne justifie ni n’excuse rien), où les prisonniers de guerre soviétiques, considérés comme des Untermenschen par l’idéologie nazie, étaient généralement massacrés ou condamnés à périr par la faim et les mauvais traitements, l’assassinat des prisonniers britanniques à Wormhout est largement antérieur aux comportements observés sur le front de l’Est : il résulte vraisemblablement de l’endoctrinement des troupes pour qui un combattant ennemi est aussi un adversaire du Reich, et donc de la nation allemande, qui mérite d’être lâchement éliminé.